# Nimuë Smit
Nimuë Smit (* 14. Januar 1992) ist ein niederländisches Fotomodell.

## Leben
Nimuë Smits Karriere bekam im Jahr 2007 einen Schub, nachdem sie vom CODE Management in Amsterdam entdeckt worden war. 2008 wurde die 1,80 m große Nimuë Smit vom Women Management in Mailand unter Vertrag genommen. Schon bald präsentierte sie Haute Couture für Prada, Burberry und Topshop und wurde von Steven Meisel für die italienische Vogue fotografiert. Darüber hinaus präsentierte sie Mode von und für Chanel, Dolce & Gabbana, Calvin Klein und Louis Vuitton.
Im September 2009 ging sie innerhalb der New York Fashion Week für Proenza Schouler auf den Laufsteg.